# 要田村
要田村（かなめたむら）は福島県田村郡にかつて存在した村である。

## 地理
現在の田村市（旧船引町）の西部および、現在の三春町の東部に位置する。
村域は阿武隈高地に位置し、山がちな地形が多い。

## 歴史

### 村域の変遷
- 1889年（明治22年）4月1日 - 町村制施行により、熊耳村・笹山村・荒和田村・南成田村・北成田村が合併し田村郡要田村が発足。
- 1955年（昭和30年）4月1日 - 要田村は三春町、沢石村、中妻村、中郷村、御木沢村が合併し三春町が発足。要田村は消滅。
- 1957年（昭和32年） - 旧要田村の一部（笹山・荒和田と熊耳・南成田の各一部）は船引町に編入。
- 1963年（昭和38年） - 船引町の一部（笹山・荒和田・要田の各一部）は三春町に編入。

変遷表
| 1868年 以前 | 1868年 以前    | 明治22年 4月1日 | 昭和30年 4月1日 | 昭和32年      | 昭和38年      | 平成17年 3月1日 | 現在   |
| ----------- | -------------- | --------------- | --------------- | ------------- | ------------- | --------------- | ------ |
|             | 熊耳村         | 要田村          | 三春町          | 三春町        | 三春町        | 三春町          | 三春町 |
|             | 南成田村       | 要田村          | 三春町          | 三春町        | 三春町        | 三春町          | 三春町 |
|             | 北成田村       | 要田村          | 三春町          | 三春町        | 三春町        | 三春町          | 三春町 |
|             | 笹山村の一部   | 要田村          | 三春町          | 船引町 に編入 | 三春町 に編入 | 三春町          | 三春町 |
|             | 荒和田村の一部 | 要田村          | 三春町          | 船引町 に編入 | 三春町 に編入 | 三春町          | 三春町 |
|             | 南成田村の一部 | 要田村          | 三春町          | 船引町 に編入 | 三春町 に編入 | 三春町          | 三春町 |
|             | 笹山村         | 要田村          | 三春町          | 船引町 に編入 | 船引町        | 田村市          | 田村市 |
|             | 荒和田村       | 要田村          | 三春町          | 船引町 に編入 | 船引町        | 田村市          | 田村市 |
|             | 熊耳村の一部   | 要田村          | 三春町          | 船引町 に編入 | 船引町        | 田村市          | 田村市 |
|             | 南成田村の一部 | 要田村          | 三春町          | 船引町 に編入 | 船引町        | 田村市          | 田村市 |

## 大字
- 熊耳（くまがみ）
- 笹山（ささやま）
- 荒和田（あらわだ）
- 南成田（みなみなりた）
- 北成田（きたなりた）

## 人口・世帯

### 人口
総数 [単位： 人]
| 1889年（明治22年） | 2,497 |
| 1920年（大正 9年） | 2,715 |
| 1947年（昭和22年） | 3,587 |

### 世帯
総数 [単位： 世帯]
| 1920年（大正 9年） | 538 |
| 1947年（昭和22年） | 573 |

## 交通

### 鉄道
- 日本国有鉄道（ → 東日本旅客鉄道）
  - ■磐越東線
    - 要田駅